# Шатура (станция)
Шату́ра — железнодорожная станция Казанского направления Московской железной дороги в одноимённом городе Московской области, является конечной для некоторых электропоездов.
Время движения поезда с Казанского вокзала около 2 часов 20 минут. Станция является конечной для 6-7 пар электропоездов от Москвы-Казанской; также на станции останавливаются около 17 пар электропоездов в сутки маршрутов Москва-Казанская — Черусти и Куровская — Черусти. С 12 декабря 2016 г. следует по будням 1 экспресс №7394. Время в пути экспресса 2 часа 1 мин.
Имеет одну островную высокую платформу. На север от путей расположено здание вокзала, с залом ожидания и кассами. В 2013 году сооружён пешеходный путепровод, соединивший две части города по разные стороны железной дороги. С момента сооружения доступ на платформу допустим только с путепровода. 
На станции имеется два главных пути, один тупик для оборота и отстоя электропоездов, три приемо-отправочных пути. Местная работа осуществляется на путях грузового двора станции, оборудована козловым краном для работы с контейнерами массой до 5 тонн, тупикового пути с площадкой общего пользования. Имеется высокая платформа для погрузки автотранспорта. Кроме того, с востока к станции примыкают два подъездных пути: Шатурской ГРЭС и мебельной компании «Шатура». К подъездному пути Шатурской ГРЭС также примыкает площадка с эстакадой для разгрузки сыпучих грузов, которая принадлежит Шатурскому заводу ЖБИ и может принимать до 10 вагонов. На станции находится одна из дистанций электроснабжения Московской ЖД с помещением для специального подвижного состава. В западной горловине станции имеется охраняемый железнодорожный переезд автодороги Р106. В июне 2016 г. на станции были установлены турникеты.
Непосредственно у вокзального здания производят высадку и посадку многочисленные маршрутки в Керву, Мишеронский, Рошаль и Бакшеево. В 200 метрах на северо-восток от станции располагается автовокзал.
До 1990-х годов восточнее станции имелось пересечение с узкоколейной дорогой входящей в Шатурскую узкоколейную сеть и ведшей, в том числе, к 18-му посёлку, посёлкам Керва, Северная Грива, Мишеронскому, Бакшеево, с 1990-х годов путепровод используется для пропуска теплотрассы.